# Куклия
Ку̀клия (на гръцки: Κούκλια) е село в Кипър, окръг Пафос. Според статистическата служба на Република Кипър през 2001 г. селото има 892 жители.
Намира се на 16 км южно от Пафос. Местоположението на Куклия е известно като родното място на Афродита - древногръцката богиня на любовта и красотата.

## Побратимени населени места
- Лемнос, Гърция